# SHAKE (女性歌手グループ)
SHAKE（シェイク）は、日本の歌手グループである。マネージメント業務はワーロック、所属レコード会社は日本コロムビア。

## 沿革
- 2009年、アイントに所属する佐倉真衣と宮沢なお、ワーロック所属の藤田舞美の3人により結成。同年8月19日、『SHAKE vol.1』でCDデビュー。
- 2010年1月20日、2作目のCD『SHAKE vol.2』を発売。
- 2010年4月13日、テレビ東京のパチンコ・パチスロ番組『今夜もドル箱』に恩田快人と共にゲスト出演。同月末以降同番組のエンディングで『そばかす』がオンエアされる。
- 2010年6月30日、佐倉真衣と宮沢なおが卒業。同年8月18日、新生かな子と南結衣が新たに加わる。
- 2011年1月19日、3作目のCD『SHAKE vol.3』を発売。
- 2011年8月31日、4作目のCD『SHAKE vol.4』を発売。
- 2012年1月18日、ミュージックビデオとライブ映像をまとめたDVD『SHAKE COLLECTION』を発売。
- 2012年6月27日、アニメ主題歌のカバーソングをまとめたマキシシングルCD『残酷な天使のテーゼ〜ANISON COVER COLLECTION〜』を発売。
- 2012年11月、新生かな子が坂本かな子に改名。
- 2013年3月31日、藤田舞美が卒業。同時に新メンバーが発表された。
- 2014年9月17日、W-SHAKE名義でマキシシングル『転生ラブレター』を発売。
- 2015年3月2日、白崎ほのかの脱退が発表された[2][リンク切れ]。

## メンバー
- 坂本かな子（さかもと かなこ）
1989年10月26日生まれ、福岡県出身、血液型：B型。ワーロック所属。エヴァーグリーン・エンタテイメントに所属していたことがあり、CD等を出すときはKANAKO名義を使用している。

## 元メンバー
- 佐倉真衣（さくら まい） 1985年6月27日生まれ、神奈川県出身、アイント所属。
- 宮沢なお（みやざわ なお） 1987年6月2日生まれ、神奈川県出身、アイント所属。
※現在は2人ともユニット『まい×なお』を組んで活動している[3]。
- 藤田舞美（ふじた まいみ）
1988年3月17日生まれ、神奈川県出身、血液型：A型。ワーロック→ホリプロ所属。
早稲田大学卒業[4]。東京アパッチのダンスチームに2008年から2009年まで参加していた。
ワーロック所属時の同僚だった石渡奈緒美とは仲が良く、石渡のライブにバックダンサーとして参加したこともある[5]。
SHAKEを卒業後、ホリプロに移籍（現在のプロフィール）。
- 南結衣（みなみ ゆい）
1990年8月5日生まれ、埼玉県出身、血液型：A型。JMO所属。
- 白崎ほのか（しらさき ほのか）
1992年3月18日生まれ、宮城県出身、血液型：O型。ホワイトプロモーション所属。
DREAMING MONSTERへ加入。

## ディスコグラフィ

### CD
- SHAKE vol.1（2009年8月19日発売・WE-001）

1. Dream（テレビ東京系『ドライブ A GO!GO!』エンディングテーマ曲）
2. Dream（Instrumental）

- SHAKE vol.2（2010年1月20日発売・WE-002）

1. Opening〜Let's dance with SHAKE〜
2. そばかす（テレビ東京系『今夜もドル箱』エンディングテーマ曲）
3. 時のいたずら
4. Misty Love
5. My Hero（テレビ東京系『ドライブ A GO!GO!』エンディングテーマ曲）

- SHAKE vol.3（2011年1月19日発売・WE-003）

1. そばかす（新録）
2. Take Off（テレビ東京『音流〜On Ryu〜』エンディングテーマ曲）
3. kira kira（テレビ東京『シネ通!』エンディングテーマ曲）

- SHAKE vol.4（2011年8月31日発売・WE-004）

1. Tomorrow（日本テレビ『ポシュレデパート深夜店』オープニングテーマ曲）
2. kokuhaku（テレビ東京系『シロウト名鑑』エンディングテーマ曲）
3. 永遠☆Shooting Star

- 残酷な天使のテーゼ〜ANISON COVER COLLECTION〜（2012年6月27日発売・WE-007）

1. 残酷な天使のテーゼ
2. CAT'S EYE
3. 創聖のアクエリオン
4. 侵略ノススメ☆

- W-SHAKE 転生ラブレター（2014年9月17日発売・ZSCM-14326）

1. 転生ラブレター
2. 片翼天使
3. 少女は一天四海に降り立つ

### DVD
- SHAKE COLLECTION（2012年1月18日発売・WE-101）